# Front pour la démocratie du Burundi
Le Front pour la démocratie du Burundi (FRODEBU) est un parti politique progressiste du Burundi fondé par les partisans de Melchior Ndadaye, président du Burundi du 10 juillet au 21 octobre 1993.

## FRODEBU parti des Hutus
Le FRODEBU a été considéré comme le parti de la majorité Hutus.
Le FRODEBU est issu du Parti des travailleurs du Burundi, dissout en 1986. 
Le FRODEBU fut légalisé en tant que parti politique en 1992 avec la nouvelle constitution Burundaise.
L'UPRONA longtemps un parti unique fondé par Louis Rwagasore et fut le grand rival du FRODEBU. L'UPRONA fut le parti de Pierre Buyoya.
Au dernières élections législatives de 2005, il recueillit 21,7 % des suffrages et remporta 30 des 118 sièges à pourvoir.
L'UPRONA recueillit 7,2 % des suffrages 15 des 118 sièges.

## Présidents issus du FRODEBU
- Melchior Ndadaye 1993 – 1993
- Cyprien Ntaryamira 5 février 1994 au 6 avril 1994
- Sylvestre Ntibantunganya (1994 – 1995)
- Domitien Ndayizeye (2003 – 2005)